# Trinlé Gyatso
Trinlé Gyatso (en tibetano: འཕྲིན་ལས་རྒྱ་མཚོ་, romanizado: ‘phrin las rgya mtsho, pinyin tibetano: Chinlai Gyaco; 26 de enero de 1857-25 de abril de 1875) fue el duodécimo dalái lama.
Su corta vida se debe a la inestabilidad política del Tíbet y sus países vecinos. En los albores de la dinastía Qing, el Tíbet pasó por una de las peores épocas, el Imperio británico ansiaba anexarlo a sus colonias de la India británica.
Trinle Gyatso fue reconocido como la reencarnación del anterior dalái lama en 1860 y proclamado su sucesor el 14 de agosto de ese mismo año. Durante su período de aprendizaje en la infancia, se les prohibió a los europeos entrar al país por las guerras británicas contra Sikkim y Bután, que controlaban a los lamas en Lhasa y que se veían como una forma de colonización. Asimismo, las misiones amenazaban con entrar por los ríos Mekong y Salween y el Tíbet dejó de reconocer la autoridad del gobierno Qing.
Llegó por fin a ser un completo dalái lama el 11 de marzo de 1873 y murió por una misteriosa enfermedad en la primavera de 1875.

"Durante el período de los efímeros dalái lamas —desde la novena hasta la duodécima encarnación—, el panchen fue el lama del momento, llenando el vacío dejado por los cuatro dalái lamas que murieron en su juventud."